# Polylepis reticulata
Polylepis reticulata là một loài thực vật thuộc họ Rosaceae. Đây là loài đặc hữu của Ecuador.